# 加納典明
加納 典明（かのう てんめい、本名読み：かのう のりあき、1942年2月22日（83歳） - ）は、日本の写真家。愛知県名古屋市出身。血液型B型。
本業の他、タレント・俳優・コメンテーター等として活動している。所属事務所は株式会社イシ。

## 家族
父は、長野県木曾福島(現・木曽郡木曽町)出身の図案家の加納豊明（1909年 - 1985年）。
2度の離婚歴があり、最初の結婚で長女、長男の加納周典（1972年 - ）、次男の加納典譲（1972年 - ）（長男と次男は双子）をもうけている。2回目の結婚相手との間にも息子が1人いる。

## 経歴
- 名古屋市立工芸高等学校印刷科卒業後、名古屋市在住の写真家・小川藤一に師事。
- 1962年に東京へ、杵島隆に師事。その後、独立してフリーの写真家として広告業界を主な活動の場とする。
- 1969年、平凡出版社の『平凡パンチ』ニューヨーク特集個展（FUCK）を開催し、脚光を浴びる。
- 以降、写真家としての活動以外にも映画やテレビに出演するようになり、取材で北海道を訪れた際に衝動的に畑正憲のムツゴロウ動物王国へ移住、1975年から1977年まで滞在した[2]。
- 1993年、『月刊THE TENMEI』創刊。1994年写真集『きクぜ』を発売。一連の作品の過激なヌード表現で物議を醸す。1995年に、これらの作品がわいせつ物に当たるとして逮捕されている。
- 1997年、SPEEDの写真集（ワニブックス）や沖縄アクターズスクールの写真展を手がける。
- 2010年、オフィシャル・ウェブサイト立ち上げ。

## 受賞歴
日宣美賞、APA賞、朝日広告賞、毎日広告賞　等。

## 出演

### テレビ

#### バラエティ
- 世界の常識・非常識!
- 目撃!ドキュン
- 青春ポップス
- ダウトをさがせ!
- クイズ赤恥青恥
- 直撃!!ウワサの5人
- 邦子がタッチ
- 料理の鉄人
- ダウンタウンのごっつええ感じ
- メトロポリタンジャーニー
- 社会の窓
- ウィーケストリンク☆一人勝ちの法則
- たけしのここだけの話

#### ドラマ
- 傷だらけの天使
- ぼくらの勇気 未満都市
- グラウエンの鳥籠
- ママはアイドル
- 和田アキ子殺人事件

### 映画
- あらかじめ失われた恋人たちよ(1971年11月6日･日本ATG)

-清水邦夫･田原総一朗共同監督
- 遥かなる走路(1980年10月25日･松竹)

-佐藤純弥監督
- トパーズ(1992年1月6日･メルサット)

-村上龍監督

### ラジオ
- そこまでいうか! 加納典明の熱血!正義の60分(ニッポン放送)
- 加納典明の七転八倒(STVラジオ)

## 交友関係
- 荒木経惟
- ビートたけし
- ドン小西

## その他
漫画『ジョジョの奇妙な冒険』に登場する「花京院典明」の名前の由来である。特撮ドラマ「東映不思議コメディーシリーズ」の『有言実行三姉妹シュシュトリアン』に登場する「加納」の名前の由来である。